# تپه استانکرود
تپه استانکرود مربوط به هزاره ۱- دوران‌های تاریخی پس از اسلام است و در شهرستان نوشهر، بخش کجور، روستای استانکرود واقع شده و این اثر در تاریخ ۷ مرداد ۱۳۸۲ با شمارهٔ ثبت ۹۳۷۸ به‌عنوان یکی از آثار ملی ایران به ثبت رسیده است.